# Кросс, Бен
Га́рри Бе́рнард Кросс (англ. Harry Bernard Cross или просто Бен Кросс (англ. Ben Cross); 16 декабря 1947, Лондон — 18 августа 2020, Вена) — актёр, режиссёр, писатель и музыкант. Наиболее известная роль в кино — Гарольд Абрахамс в «Огненных колесницах».

## Биография

### Ранние годы
Гарри Бернард Кросс родился в Паддингтоне (рабочий квартал Лондона) в ирландской католической семье выходцев из рабочего класса. Его мать была уборщицей, его отец — швейцаром и медбратом. Кросс появился на сцене в очень молодом возрасте и участвовал в различных постановках средней школы — например, играл роль Иисуса в школьном театрализованном представлении в 12 лет. Кросс получил образование в Средней школе Девонпорта для мальчиков, средней школе в Плимуте, но был запуган учителем и ушёл из дома в 15 лет.
Затем Кросс перепробовал множество профессий, был мойщиком окон, официантом и плотником. Он также был бригадиром плотников валлийской Национальной Оперы и имущественным владельцем в театре Александры в Бирмингеме.
В 1970 году в возрасте 22 лет он был принят в лондонскую Королевскую Академию Драматических Искусств (RADA) — alma mater таких актёров, как Джон Гилгуд, Гленда Джексон и Энтони Хопкинс.
После окончания RADA Кросс выступал в нескольких постановках в Театре Герцога и на сценах других театров, где играл в пьесах «Макбет», «Как важно быть серьёзным», «Смерть коммивояжёра», «Перикл», «Двенадцатая ночь», а также принял участие в мюзикле «Иосиф и его удивительный, разноцветный плащ снов».
Первое появление Кросса в широкоформатном кино состоялось в 1976 году, когда он сыграл солдата Биннса в эпопее «Мост слишком далеко».
В 1977 году Кросс стал членом Королевской шекспировской труппы.
Путь Кросса к международной славе начался в 1978 году с его появления в мюзикле «Чикаго», в котором он играл Билли Флинна, ловкого адвоката убийцы Рокси Харт.

### «Огненные колесницы»
Во время выступления Кросса в «Чикаго» он получил настоящее признание был и рекомендован для ведущей роли в «Огненных колесницах», получивших «Оскара». Бен Кросс воплотил на экране образ знаменитого легкоатлета Гарольда Абрахамса.
Кинокритики увидели в главной роли Бена Кросса продолжение трансатлантической тенденции «изящных молодых английских актеров», которые были установлены Джереми Айронсом в «Возвращении в Брайдсхед», и продолжились Рупертом Эвереттом в «Танце с незнакомцем», Рупертом Грэйвсом в «Комнате с видом», и Хью Грантом в «Морисе».
Во время летних Олимпийских игр 1984 года Кросс появился в рекламе American Express («Не уезжают из дома без этого») вместе с 87-летним Джексоном Шольцем, легендарным спринтером американской Олимпийской команды образца 1924 года и одним из персонажей «Огненных колесниц».

### 2000-е годы
В 2005 году Бен Кросс, противник смертной казни, сыграл главную роль заключенного камеры смертников в пьесе Брюса Грэма, а также исполнил роль Рудольфа Гесса в фильме производства «Би-би-си» 2006 года «Нюрнбергский процесс: Нацистские преступники на скамье подсудимых».
В ноябре 2007 года Кросс был выбран на роль Сарека в новом фильме «Звездный путь», режиссёром и продюсером которого выступил Дж. Дж. Абрамс.
В апреле 2011 года на телеэкраны вышел фильм «Уильям и Кейт», в котором Бен перевоплотился в принца Уэльского Чарльза.

### Личная жизнь
Кросс жил во многих странах и городах мира, включая Лондон, Лос-Анджелес, Нью-Йорк, южную Испанию, Вену и Софию. Он знаком с испанским, итальянским и немецким языками, изучал болгарский.
Был женат трижды:  первая жена Пенни (1977—1992), от этого брака двое детей: Лорен и Теодор; вторая жена Мишель (1996-2005); третья жена Деяна Бонева, которая была с ним до смерти Кросса в августе 2020 года.
Умер от рака 18 августа 2020 года в возрасте 72 лет в г. Вена Незадолго до смерти закончил работу над двумя фильмами Prey for the Devil и Последнее письмо от твоего любимого, они вышли после его смерти.

## Избранная фильмография
| Год  |     | Русское название                  | Оригинальное название               | Роль                                    |
| ---- | --- | --------------------------------- | ----------------------------------- | --------------------------------------- |
| 1977 | ф   | Мост слишком далеко               | A Bridge Too Far                    | солдат Биннс                            |
| 1981 | ф   | Огненные колесницы                | Chariots of Fire                    | Гарольд Абрахамс                        |
| 1982 | ф   | Побег изо льдов                   | Coming Out of the Ice               | Михаил Тухачевский                      |
| 1983 | с   | Далекие шатры                     | The Far Pavilions                   | Эштон Пелам-Мартин                      |
| 1985 | с   | Сумеречная зона                   | The Twilight Zone                   | Фредерик                                |
| 1988 | ф   | Слуга дьявола                     | The Unholy                          | отец Майкл                              |
| 1988 | ф   | Бумажный дом                      | Paperhouse                          | Мэдден                                  |
| 1988 | тф  | Краденое небо                     | Steal The Sky                       | Munir Redfa                             |
| 1989 | ф   | Превратности судьбы               | The Twist of Fate                   | Гельмут фон Шредер / Бенджамин Гроссман |
| 1992 | ф   | Бриллиантовое руно                | The Diamond Fleece                  | Рики Данн / Алекс Бройер                |
| 1992 | с   | Байки из склепа                   | Tales from the Crypt                | Бенджамин Полоски                       |
| 1992 | ф   | Провод под током                  | Live Wire                           | Михаил Рашид                            |
| 1993 | ф   | Преступный склад ума              | The Criminal Mind                   | Карло                                   |
| 1994 | ф   | Дьявольская симфония              | The Haunted Simphony                | Морис Карно                             |
| 1995 | ф   | Первый рыцарь                     | First Knight                        | Малаган                                 |
| 1996 | с   | Полтергейст: Наследие             | Poltergeist: The Legacy             | Сэмюэл Уорден                           |
| 1997 | ф   | Турбулентность                    | Turbulence                          | капитан Боуэн                           |
| 1997 | ф   | 20000 лье под водой               | 20,000 Leagues Under the Sea        | капитан Немо                            |
| 1997 | тф  | Царь Соломон: Мудрейший из мудрых | Solomon                             | Соломон                                 |
| 2001 | ф   | Тайна ордена                      | The Order                           | Бен Нер                                 |
| 2004 | тф  | Спартак                           | Spartacus                           | Тит Глабр                               |
| 2004 | ф   | Изгоняющий дьявола: Начало        | Exorcist: The Beginning             | Semelier                                |
| 2005 | ф   | Механик                           | Mechanic                            | Вильям Буртон                           |
| 2006 | ф   | Неоспоримый 2                     | Undisputed II: Last Man Standing    | Стивен Паркер                           |
| 2006 | в   | В тылу врага 2: Ось зла           | Behind Enemy Lines II: Axis of Evil | Тим Макки                               |
| 2007 | ф   | Когда Ницше плакал                | When Nietzsche Wept                 | Йозеф Брёйер                            |
| 2007 | ф   | Особь: Пробуждение                | Species: The Awakening              | Том Холландер                           |
| 2008 | ф   | Игра по-крупному                  | War, Inc.                           | Medusa Hair                             |
| 2008 | ф   | Охотники за сокровищами           | Lost City Raiders                   | Николас Филимонов                       |
| 2009 | ф   | Звёздный путь                     | Star Trek                           | Сарек                                   |
| 2010 | мтф | Бен Гур                           | Ben-Hur                             | император Тиберий                       |
| 2018 | ф   | Ограбление в ураган               | The Hurricane Heist                 | шериф Диксон                            |